# Натаніель Паркер
Натаніель Паркер (англ. Nathaniel Parker, нар. 18 травня 1962, Лондон) — британський актор театру і кіно. 